# Парламентские выборы в Индии (2009)

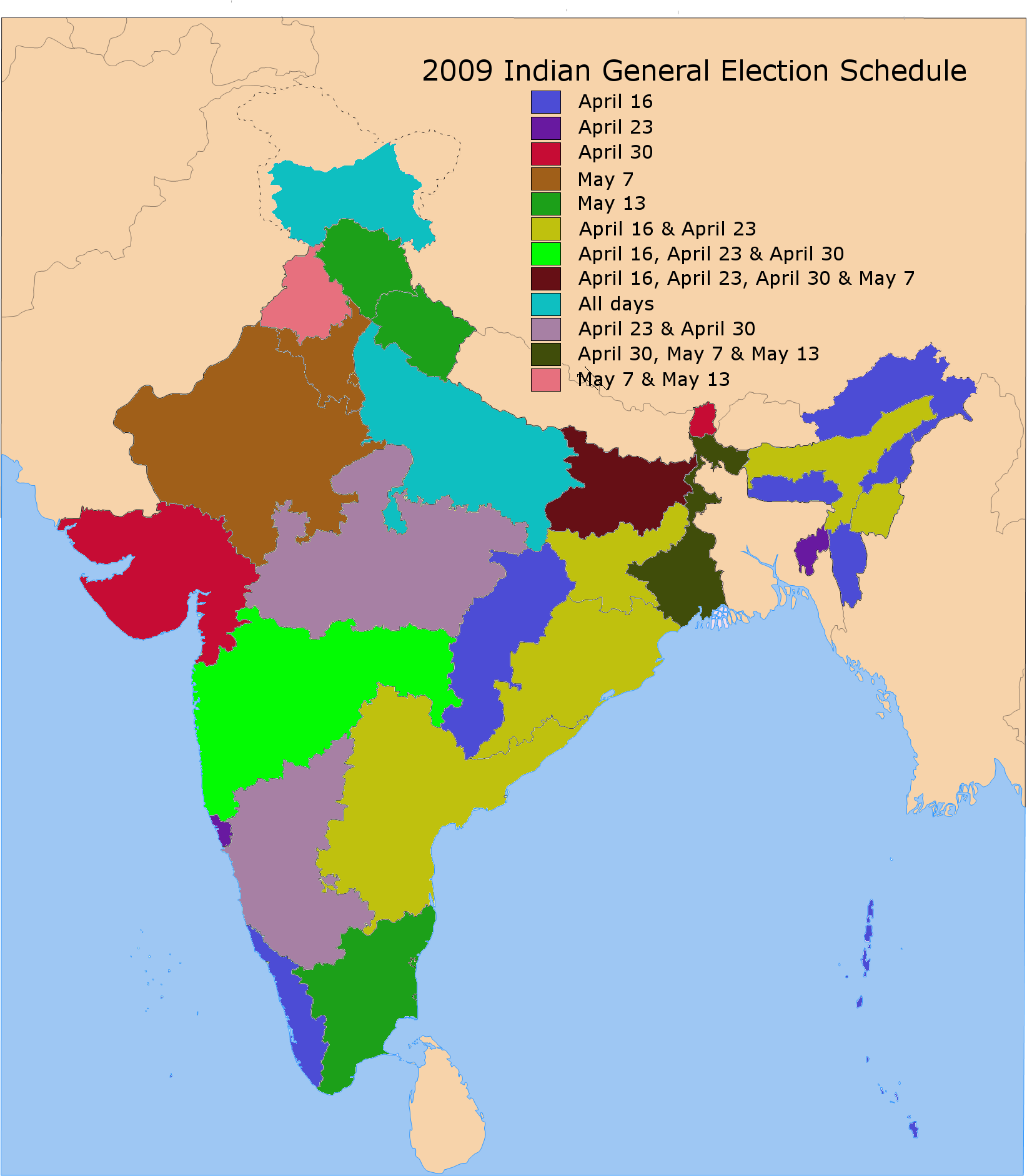
Расписание индийских всеобщих выборов.

Индийские всеобщие выборы — серия выборов прошедших в Индии в апреле-мае 2009 года, на которых избирался 15-й созыв Лок Сабхи (нижней палаты парламента Индии). Выборы прошли в пять туров: 16 апреля, 22/23 апреля, 30 апреля, 7 мая и 13 мая 2009 года. Результаты были объявлены 16 мая 2009 года. Это одни из самых масштабных демократических выборов, их сложность обусловлена огромным числом избирателей и сложностью подсчёта голосов.
Согласно конституции Индии, выборы в Лок Сабху проходят в нормальных обстоятельствах раз в пять лет. Срок полномочий предыдущего, 14-го созыва истекал 1 июня 2009 года.
Всего на выборах в Индии проголосовало 714 миллионов человек на 828.804 избирательных участков. Явка составила 60 %. Убедительную победу на выборах одержал Индийский национальный конгресс, получив 206 мест из 573-х.

## Итоги выборов
- Индийский национальный конгресс — 206 мест[4]
- Индийская народная партия — 116 мест[4]
- Третий фронт (коммунисты, социалисты) — 67 мест[4]